# Liste der Biografien/Mw
Liste der Biografien |
Portal Biografien |
Personensuche
# |
A |
B |
C |
D |
E |
F |
G |
H |
I |
J |
K |
L |
M |
N |
O |
P |
Q |
R |
S |
T |
U |
V |
W |
X |
Y |
Z |
?
 
Ma |
Mb |
Mc |
Md |
Me |
Mf |
Mg |
Mh |
Mi |
Mj |
Mk |
Ml |
Mm |
Mn |
Mo |
Mp |
Mq |
Mr |
Ms |
Mt |
Mu |
Mv |
Mw |
Mx |
My |
Mz
Die Liste der Biografien führt alle Personen auf, die in der deutschsprachigen Wikipedia einen Artikel haben. Dieses ist eine Teilliste mit 87 Einträgen von Personen, deren Namen mit den Buchstaben „Mw“ beginnt.

## Mw

### Mwa
- Mwaanga, Vernon (* 1944), sambischer Politiker, Informations- und Medienminister von Sambia
- Mwaba, Stary (* 1976), sambischer bildender Künstler
- Mwafulirwa, Russel (* 1983), malawischer Fußballspieler
- Mwagala, Vincent Cosmas (* 1973), tansanischer römisch-katholischer Geistlicher, Bischof von Mafinga
- Mwakalombe, Japhen (* 1970), sambischer Politiker
- Mwakhwawa, Vincent Frederick (* 1975), malawischer römisch-katholischer Geistlicher, Weihbischof in Lilongwe
- Mwalawanda, Wilfred (* 1944), malawischer Zehnkämpfer und Speerwerfer
- Mwale, Masautso (1961–2014), sambischer Fußballspieler und -trainer
- Mwale, Maxwell (* 1957), sambischer Politiker
- Mwale, Vincent (* 1978), sambischer Politiker
- Mwalimu, Ummy (* 1973), tansanische Politikerin und Ministerin
- Mwalunyungu, Magnus (1930–2015), tansanischer Geistlicher, römisch-katholischer Bischof von Tunduru-Masasi
- Mwamba, Anthony (1960–2021), sambischer Boxer
- Mwamba, Corey (* 1976), britischer Jazzmusiker (Vibraphon)
- Mwamba, Kevin (* 1992), französischer American-Football-Spieler
- Mwambutsa Syarushambo Butama, König des Königreiches Burundi (1767–1796)
- Mwamikazi, Jazilla (* 2004), ruandische Radrennfahrerin
- Mwana Kupona (1810–1860), swahilische Dichterin
- Mwanakatwe, Margaret Mhango (* 1961), sambischer Politiker
- Mwanama Galumbulula, Félicien (* 1960), kongolesischer Geistlicher und römisch-katholischer Bischof von Luiza
- Mwanawasa, Levy (1948–2008), sambischer Politiker, Staatspräsident von Sambia
- Mwanga II. (1868–1903), Kabaka (König) von BugandaMwanga II. (1868–1903)

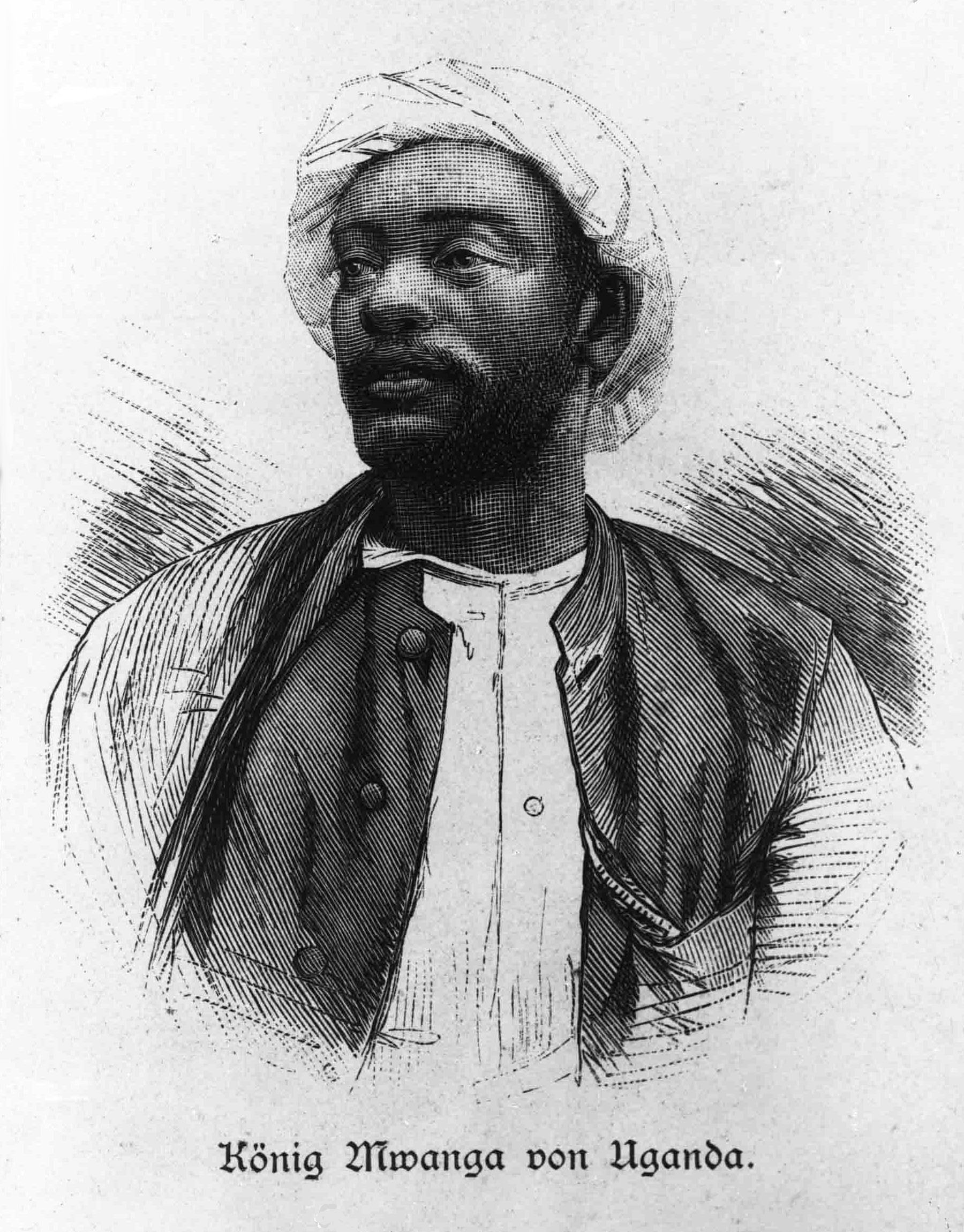
Mwanga II. (1868–1903)

- Mwanga, Danny (* 1991), kongolesischer Fußballspieler
- Mwanga, Junior (* 2003), französisch-kongolesischer Fußballspieler
- Mwangale, Elijah (1939–2004), kenianischer Politiker
- Mwangangi, John Nzau (* 1990), kenianischer Langstreckenläufer
- Mwangi, Ann Karindi (* 1988), kenianische Mittel- und Langstreckenläuferin
- Mwangi, Daniel Muchunu (* 1984), kenianischer Langstreckenläufer
- Mwangi, Fresha (* 1994), kenianische Sprinterin
- Mwangi, Ingrid (* 1975), deutsch-kenianische Multimediakünstlerin
- Mwangi, Meja (* 1948), kenianischer Schriftsteller
- Mwangi, Morris Mureithi (* 1980), kenianischer Marathonläufer
- Mwangi, Rebecca (* 2001), kenianische Langstreckenläuferin
- Mwangi, Stella (* 1986), norwegische Sängerin
- Mwangulu, Stanley Pitiri (* 1977), sambischer Badmintonspieler
- Mwaniki, John Paul (* 1967), kenianischer Geistlicher und Abt der Herz-Jesu-Abtei Inkamana
- Mwanjala, Mwinga (* 1960), tansanische Mittel- und Langstreckenläuferin
- Mwanke, Augustin Katumba (1963–2012), kongolesischer Politiker aus der Demokratischen Republik Kongo
- Mwansa, Kalombo (1955–2020), sambischer Politiker
- Mwanyika, Raymond (1930–2013), tansanischer Geistlicher und römisch-katholischer Bischof von Njombe
- Mwanza Mujila, Fiston (* 1981), kongolesisch-österreichischer Schriftsteller, der auf Französisch schreibtFiston Mwanza Mujila (* 1981)

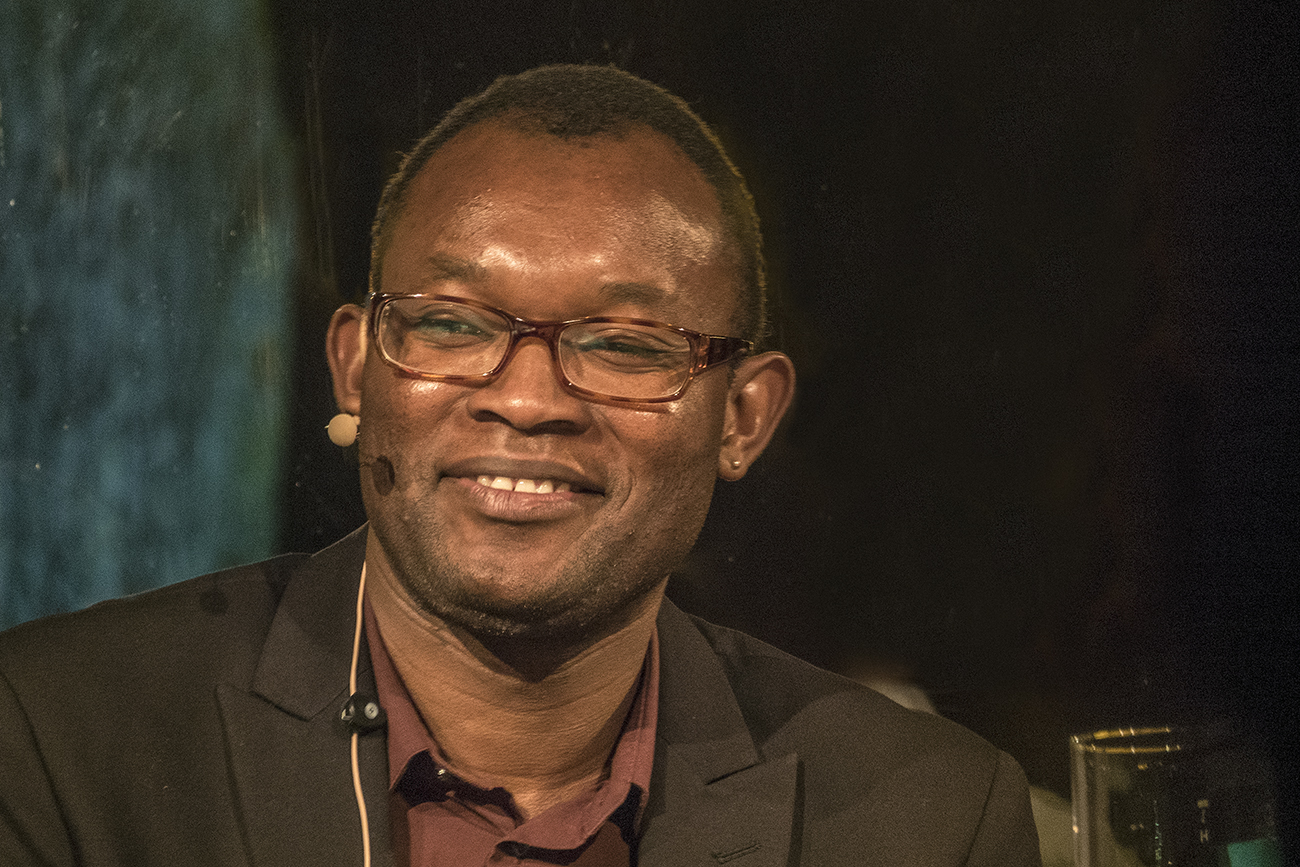
Fiston Mwanza Mujila (* 1981)

- Mwanza, Billy (* 1983), sambischer Fußballspieler
- Mwanza, Rachel, kongolesische Schauspielerin
- Mwanzia, Stephen (* 1962), kenianischer Sprinter
- Mwapachu, Juma (1942–2025), tansanischer Politiker und Diplomat
- Mwape, Bruce (* 1959), sambischer Fußballtrainer
- Mwaruwari, Benjamin (* 1978), simbabwischer Fußballspieler
- Mwasekaga, Godfrey Jackson (* 1976), tansanischer römisch-katholischer Geistlicher, Weihbischof in Mbeya
- Mwasesa, Christianne (* 1985), kongolesische Handballspielerin
- Mwasikwabhila Nyaisonga, Gervas John (* 1966), tansanischer Geistlicher und römisch-katholischer Erzbischof von Mbeya
- Mwasya, Jarinter (* 1996), kenianische Mittelstreckenläuferin
- Mwawi, Ahmed Ali al- (* 1897), ägyptischer Offizier und Kommandeur der ägyptischen Streitkräfte im Palästinakrieg 1948

### Mwe
- Mwe di Malila Apenela, Édouard (1937–2014), kongolesischer Unternehmer
- Mwea, Lataisi (* 2000), kiribatischer Leichtathlet
- Mwebi, John (* 1950), kenianischer Sprinter
- Mweemba, Lushomo (* 2001), sambische Fußballspielerin
- Mweempwa, Raphael (* 1974), sambischer Geistlicher, römisch-katholischer Bischof von Monze
- Mweene, Kennedy (* 1984), sambischer Fußballspieler
- Mweetwa, Nchimunya (* 1984), sambischer Fußballspieler
- Mwemweata, Kaitinano (* 1984), kiribatische Leichtathletin
- Mwendoi, Akakandelwa (* 1958), stellvertretender Minister für Stadtentwicklung und Sozialwesen von Sambia
- Mwene, Phillipp (* 1994), kenianisch-österreichischer FußballspielerPhillipp Mwene (* 1994)

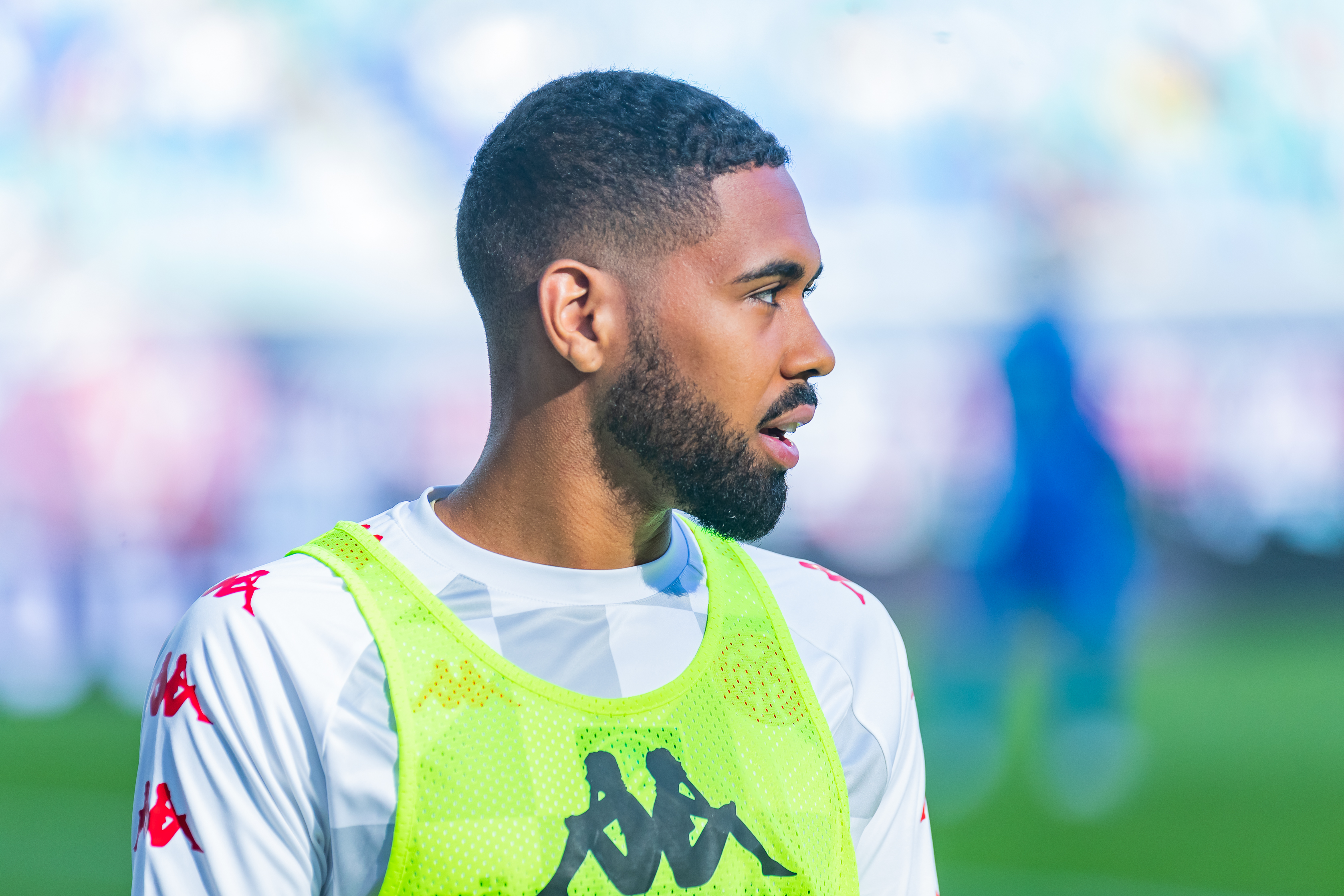
Phillipp Mwene (* 1994)

- Mwengere, Maria († 1987), namibische traditionelle Führerin
- Mwepu, Enock (* 1998), sambischer Fußballspieler
- Mwepu, Francisco (* 2000), sambischer Fußballspieler
- Mweresa, Boniface (* 1993), kenianischer Sprinter
- Mweshihange, Peter (1930–1998), namibischer Politiker
- Mwesigwa, Andrew (* 1984), ugandischer Fußballspieler
- Mwewa, Jones (1973–2011), sambischer Fußballspieler
- Mwezi III. Ndagushimiye, König von Burundi (1709–1739), Nachfolger von Ntare III. Rushatsi
- Mwezi IV. Gisabo (1840–1908), König von Burundi
- Mwezi, Luna (* 2007), Schweizer Schauspielerin und Sängerin

### Mwi
- Mwijage, Charles (* 1960), tansanischer Politiker
- Mwijage, Jovitus Francis (* 1966), tansanischer Geistlicher, römisch-katholischer Bischof von Bukoba
- Mwila, Benjamin (1943–2013), sambischer Politiker
- Mwila, Brian (* 1994), sambischer Fußballspieler
- Mwila, Keith (1966–1993), sambischer Boxer
- Mwilu, Philomena (* 1957), kenianische Richterin
- Mwimba, Oliver (* 1994), kongolesischer Sprinter
- Mwinshehe, Mbaraka (1944–1979), tansanischer Musiker
- Mwinyi, Ali Hassan (1925–2024), tansanischer Politiker, Präsident von Tansania
- Mwinyi, Hussein (* 1966), tansanischer Politiker
- Mwita, Inácio Lucas (* 1969), mosambikanischer Geistlicher, römisch-katholischer Bischof von Gurué

### Mwo
- Mwoleka, Christopher (1927–2002), tansanischer Geistlicher, römisch-katholischer Bischof von Rulenge
- Mwombeki, Fidon R. (* 1960), tansanischer lutherischer Geistlicher und Kirchenmanager
- Mwongela, Joseph (* 1968), kenianischer Geistlicher und römisch-katholischer Bischof von Kitui

### Mwu
- Mwumvaneza, Anaclet (* 1956), ruandischer Geistlicher, Bischof von Nyundo